# The High Fructose Adventures of Annoying Orange

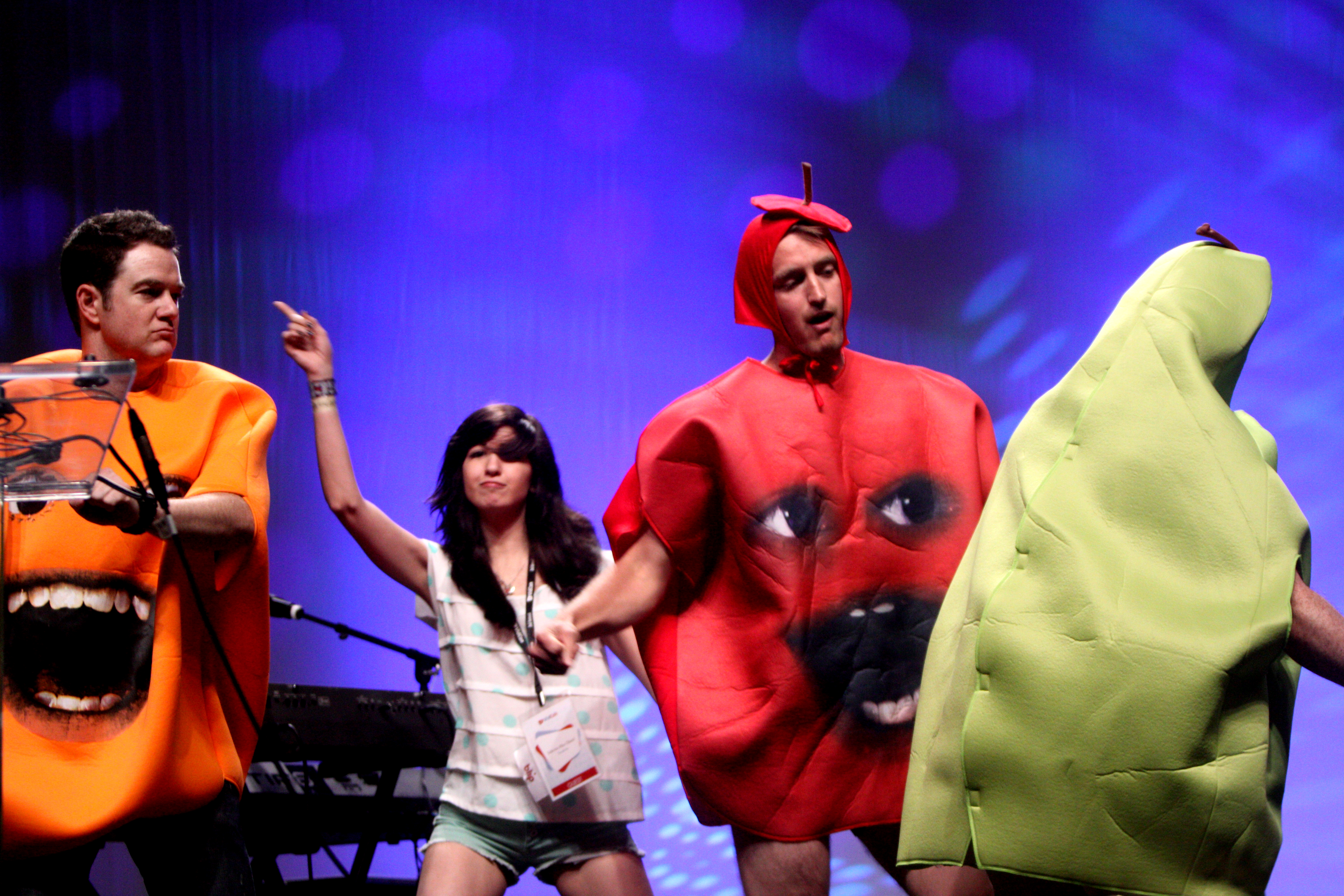

The High Fructose Adventures of Annoying Orange è una serie televisiva statunitense a tecnica mista per ora inedita sul territorio italiano, basata sulla webserie The Annoying Orange e andata in onda in prima visione su Adult Swim dal 28 maggio 2012 al 17 marzo 2014.